# هنري تشارلز لينوكس أندرسون
هنري تشارلز لينوكس أندرسون (بالإنجليزية: Henry Charles Lennox Anderson)‏ هو أمين مكتبة أسترالي، ولد في 10 مايو 1853، وتوفي في 17 مارس 1924.